# Marielle de Sarnez
Pour les articles homonymes, voir Sarnez.
Marielle de Sarnez Lebel, dite Marielle de Sarnez, née le 27 mars 1951 à Paris et morte le 13 janvier 2021 dans la même ville, est une femme politique française.
Membre du Parti républicain (PR) et de l’Union pour la démocratie française (UDF), elle soutient Valéry Giscard d'Estaing puis devient le « bras droit » de François Bayrou et la première vice-présidente du parti fondé en 2007 par celui-ci, le Mouvement démocrate (MoDem).
Elle est députée européenne de 1999 à 2017 et exerce la fonction de secrétaire générale du Parti démocrate européen. En 2017, elle est brièvement ministre chargée des Affaires européennes, avant de démissionner du gouvernement après avoir été citée dans l'affaire des assistants parlementaires du MoDem au Parlement européen — affaire qui lui vaudra d'être mise en examen en 2019 pour détournement de fonds publics. Elle siège ensuite comme députée, élue dans la onzième circonscription de Paris, et prend la présidence de la commission des Affaires étrangères de l'Assemblée nationale ; elle occupe ces fonctions jusqu'à sa mort.

## Famille et jeunesse
Marielle de Sarnez Lebel naît le 27 mars 1951 à Paris. Elle est la fille du résistant et député Olivier de Sarnez.
Après l'obtention de son baccalauréat, elle exerce différents métiers, parmi lesquels vendeuse d'encarts publicitaires pour un annuaire d'artisans.
Divorcée de l'homme politique Philippe Augier, elle est la mère de l'écrivaine Justine Augier et d'Augustin Augier, directeur général de l'Alliance pour l'action médicale internationale (ALIMA), une ONG médicale humanitaire.

## Parcours politique

### Débuts

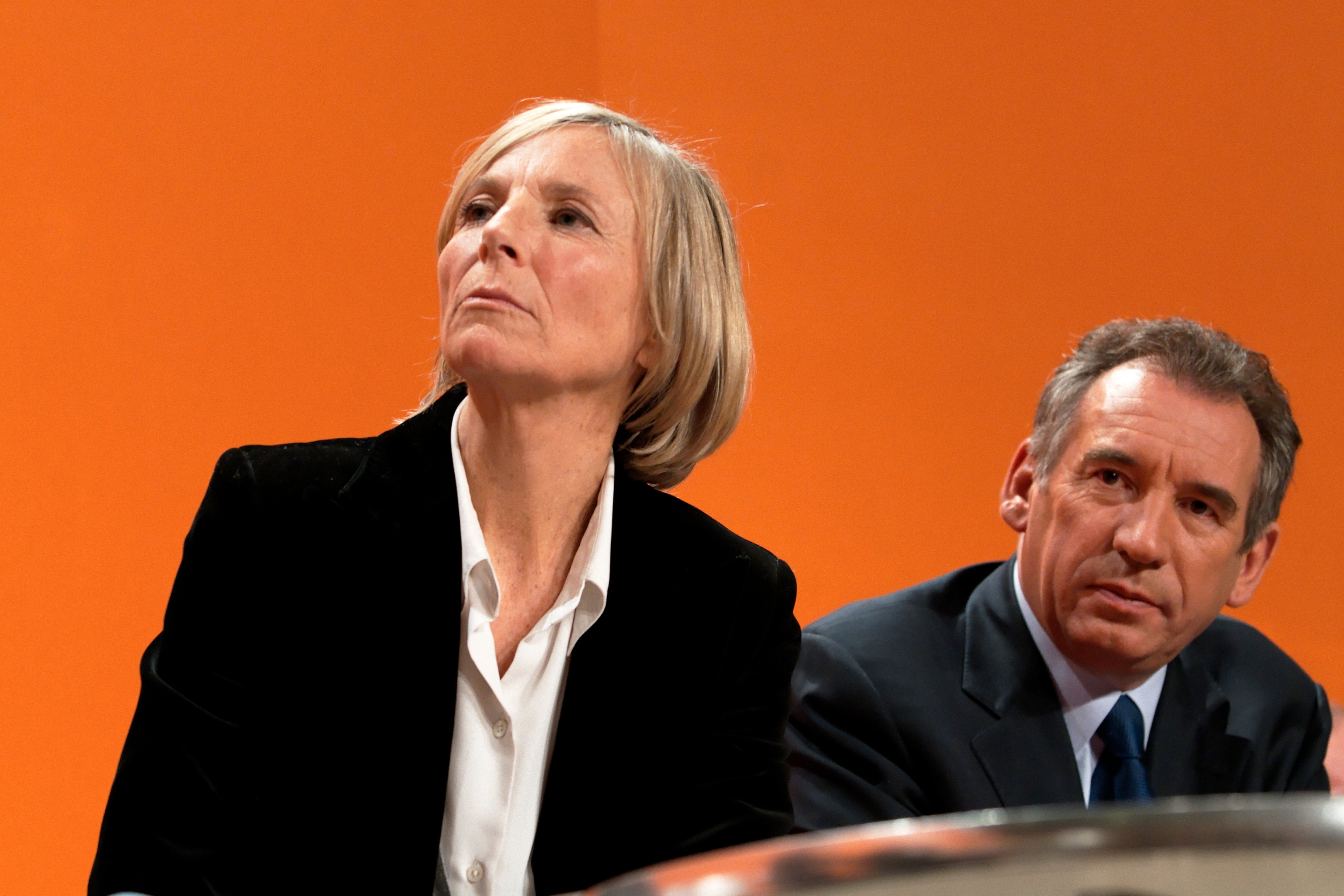
Marielle de Sarnez au côté de François Bayrou, lors de la campagne des élections municipales de 2008.

Entrée en politique pour soutenir la candidature de Valéry Giscard d'Estaing à l’élection présidentielle de 1974, elle est après 1979 une des chevilles ouvrières du Mouvement des jeunes giscardiens et participe à la création de l'Union pour la démocratie française (UDF) en 1978.
Elle collabore successivement auprès des responsables de l'UDF, Jean Lecanuet, Simone Veil et Raymond Barre avant d'être nommée secrétaire générale des États généraux de l'opposition, lancés par l'UDF et le RPR en 1989.
De 1993 à 1997, elle est d'abord conseillère, puis directrice de cabinet de François Bayrou au ministère de l'Éducation nationale. Elle est la première femme française non-énarque à occuper un tel poste, et est restée toujours très proche de François Bayrou. Elle est ensuite secrétaire générale du groupe UDF à l’Assemblée nationale entre 1997 et 1998.
Vice-présidente de l'UDF, elle est élue en mars 2006 à la tête de la fédération de son parti à Paris, contre le sénateur et conseiller de Paris, Yves Pozzo di Borgo.

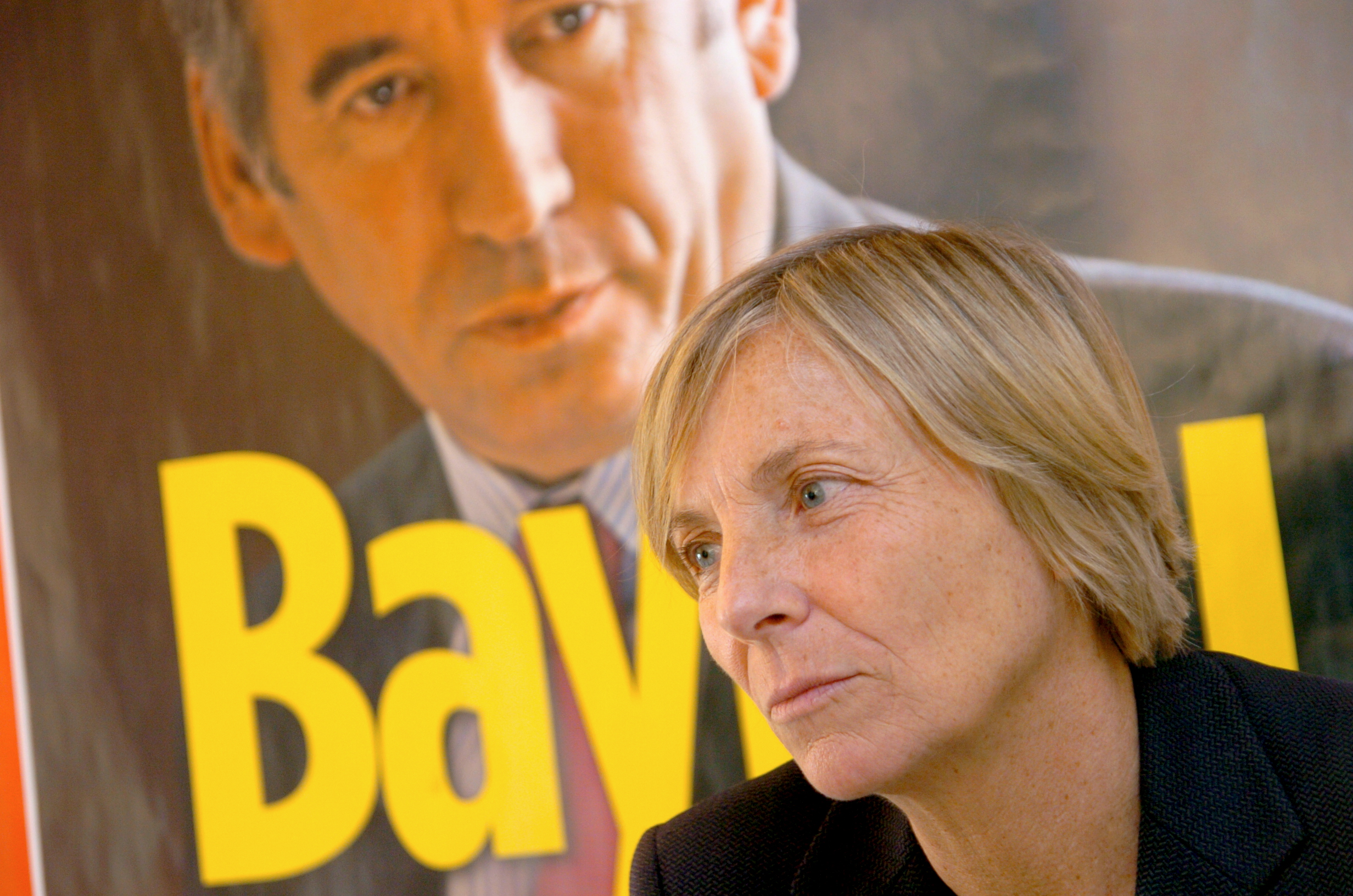
Marielle de Sarnez, directrice de campagne de François Bayrou pour l’élection présidentielle française, le 26 mars 2007 au siège du MoDem.

En 2007 et 2012, elle est directrice de campagne de François Bayrou pour l’élection présidentielle française. Dans la foulée du scrutin de 2007, elle devient cofondatrice et vice-présidente du Mouvement démocrate (MoDem).
Le 27 septembre 2008, elle est élue présidente du MoDem à Paris. Elle en cède la présidence à l'automne 2009, devenant alors vice-présidente du mouvement départemental.

### Au Parlement européen
En 1999, elle obtient son premier mandat électif au Parlement européen sur la liste conduite par François Bayrou. Réélue en 2004, elle fait partie des principaux fondateurs du Parti démocrate européen, dont elle est la secrétaire générale depuis 2009.
Elle est membre du groupe Alliance des démocrates et des libéraux pour l'Europe (ADLE), dont elle est vice-présidente de 2004 à 2017.
Le 10 décembre 2013, elle s'oppose, avec Sylvie Goulard (MoDem), Corinne Lepage (Cap21) et tous les députés socialistes, écologistes et communistes, à la résolution du PPE qui a finalement contré avec succès, en faveur des droits sexuels et génésiques, le rapport Estrela ,.
Lors des élections européennes de 2014, Marielle de Sarnez est tête de liste de L’Alternative dans la circonscription Île-de-France. La liste obtient 11,99 % des voix (367 513 voix, 2 élus), un résultat en hausse par rapport à celui de 2009 (8,52 %). Elle est donc réélue députée européenne.
Corinne Lepage, également eurodéputée du MoDem, indique que l'assistante parlementaire de Marielle de Sarnez travaillerait en réalité comme secrétaire particulière de François Bayrou et serait donc rémunérée pour un emploi fictif,.

### Au Conseil de Paris
Elle devient conseillère de Paris en 2001, élue dans le 14e arrondissement sur la liste d'union RPR-UDF menée pour la capitale par l'ancien ministre Philippe Séguin (RPR) et dans l'arrondissement par la députée Nicole Catala (RPR).
Le 10 octobre 2007, Marielle de Sarnez est investie par la commission électorale nationale de l'UDF-MoDem pour être la candidate de son parti aux élections municipales de 2008 à Paris dans le 14e arrondissement. Les listes du MoDem, qui se présentent hors de toute alliance électorale, obtiennent 9,08 % des suffrages dans la capitale. Seule élue du MoDem au Conseil de Paris, Marielle de Sarnez siège parmi les non-inscrits.
Absente chronique du Conseil de Paris, elle en démissionne en avril 2010 en invoquant la difficulté de cumuler deux mandats, et cède sa place à Jean-François Martins, qui n'adhère alors à aucun groupe.
Le 21 mars 2013, elle se déclare candidate à la mairie de Paris en vue des élections municipales de 2014. Elle trouve finalement un accord avec la candidate UMP Nathalie Kosciusko-Morizet et le candidat UDI Christian Saint-Étienne ; la première devient tête de liste de la droite et du centre et plusieurs places éligibles sont accordées aux centristes. Marielle de Sarnez est élue conseillère de Paris et conseillère municipale du 6e arrondissement.
Lors des élections régionales de 2015 en Île-de-France, elle figure symboliquement en dernière place de la liste parisienne Les Républicains-UDI-MoDem conduite par Pierre-Yves Bournazel, dont le chef de file régional est Valérie Pécresse.
Elle renonce à se représenter aux élections municipales de 2020 à Paris, après avoir été pressentie pour figurer sur la liste LR dans le 6e arrondissement.

### Au gouvernement
Elle soutient Alain Juppé pour la primaire française de la droite et du centre de 2016. Après la défaite de ce dernier et l'alliance de François Bayrou avec Emmanuel Macron, elle le rejoint également.
Le 17 mai 2017, elle est nommée ministre des Affaires européennes auprès du ministre de l'Europe et des Affaires étrangères, Jean-Yves Le Drian. Quelques mois auparavant, elle critiquait pourtant Emmanuel Macron.
Le Parisien du 30 mai 2017 fait état de l'ouverture d'une enquête préliminaire sur Marielle de Sarnez, pour « abus de confiance », concernant des soupçons d'emplois fictifs visant des eurodéputés et leurs assistants parlementaires. 
Cette enquête commence après la dénonciation d'une eurodéputée FN, Sophie Montel, qui a demandé à la justice de se saisir du cas de 19 eurodéputés de droite, de gauche et écologistes, parmi lesquels Marielle de Sarnez, et d'une trentaine d'assistants.
Dans ce contexte, et après avoir été élue députée, elle annonce, le 21 juin 2017, qu'elle n'intégrera pas le second gouvernement Philippe.

### À l'Assemblée nationale
En juin 2007, Marielle de Sarnez est candidate UDF aux élections législatives dans la 11e circonscription de Paris. Obtenant 7 148 voix parmi 38 918 suffrages exprimés, soit 18,4 % des suffrages exprimés, elle ne peut se maintenir au second tour.
Elle est investie candidate La République en marche-MoDem dans la 11e circonscription de Paris pour les élections législatives de 2017. Sa désignation suscite des remous au sein du parti en raison de ses quatre mandats de députée européenne qui contreviendraient avec la règle de non-cumul des mandats exigée par le parti pour l'investiture de ses candidats. Associée à sa suppléante Maud Gatel, elle obtient 40,6 % des suffrages exprimés au premier tour, puis est élue à l'issue du second tour avec 63,5 % contre Francis Szpiner, candidat Les Républicains.
Marielle de Sarnez est élue le 29 juin 2017 présidente de la commission des Affaires étrangères de l'Assemblée nationale.

### Soupçons d'emplois fictifs
En mai 2019, une ancienne assistante parlementaire de Marielle de Sarnez affirme avoir été sa « gouvernante ». 
Selon elle, 65 % de son temps étaient consacrés à des « tâches personnelles au profit de Marielle de Sarnez », telles que la supervision des travaux de construction d’une demeure sur l’île de Patmos en Grèce, ou encore l'organisation des voyages pour l’eurodéputée et ses neveux, et la gérance du salaire de sa femme de ménage.
Marielle de Sarnez est mise en examen dans l'affaire des assistants parlementaires du MoDem le 4 décembre 2019 pour « détournement de fonds publics ».

## Mort et hommages

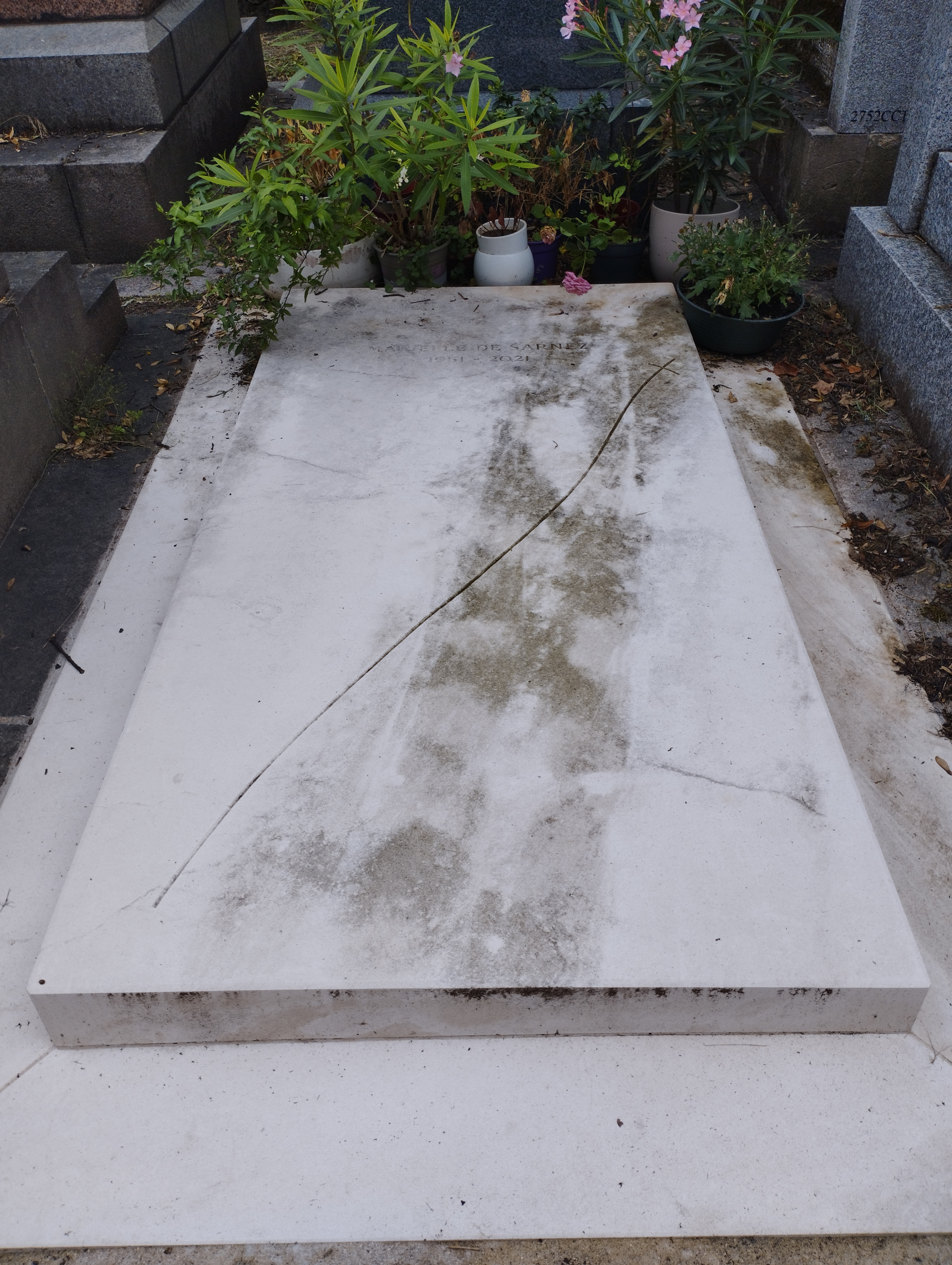
Tombe de Marielle de Sarnez au cimetière du Montparnasse (division 19).

Marielle de Sarnez meurt le 13 janvier 2021 à l'hôpital de la Pitié-Salpêtrière à Paris, des suites d'une leucémie foudroyante, à l'âge de 69 ans,.
Quelques heures après l'annonce de sa mort par François Bayrou sur Twitter, de nombreuses personnalités politiques lui rendent hommage, notamment Xavier Bertrand, Olivier Faure, Jean Castex, Éric Ciotti, Valérie Pécresse, Jean-Luc Mélenchon, ou encore Marine Le Pen,.
Le président de la République réagit également sur Twitter :

« Artisane inlassable du centre, combattante passionnée de l'Europe, Marielle de Sarnez nous a quittés ce soir.
La France perd une responsable politique de grand talent. Nous perdons une amie. Pensées à sa famille et à ses compagnons de route. »

— Emmanuel Macron, 13 janvier 2021.
Ses obsèques ont lieu le 18 janvier 2021 à l'église Saint-Sulpice de Paris. Elle est ensuite inhumée au cimetière du Montparnasse (division 19).
La place Marielle-de-Sarnez (Paris) lui rend hommage.

## Détail des mandats et fonctions
Au cours de sa carrière politique, Marielle de Sarnez est :
- députée européenne (1999-2017) ;
- conseillère de Paris (2001-2010 et 2014-2020) ;
- députée, élue dans la onzième circonscription de Paris (2017-2021) ;
- présidente de la commission des Affaires étrangères de l’Assemblée nationale (2017-2021) ;
- ministre chargée des Affaires européennes (2017).

## Publications
- Marielle de Sarnez, Féminin singulier : journal, Paris, Plon, 2008, 175 p. (ISBN 978-2-259-20815-4).
- Marielle de Sarnez, Petit dictionnaire pour faire aimer l'Europe, Paris, Éditions Grasset et Fasquelle, 2009, 250 p. (ISBN 978-2-246-75491-6).
- Marielle de Sarnez et Sandro Gozi, L'Urgence européenne, Paris, Éditions Thaddée, 2014, 132 p. (ISBN 978-2-919131-15-0).